# Thomas Levin
Thomas Levin (født 19. september 1978 i København) er en dansk skuespiller og dramatiker.
Han er søn af direktør Harry Levin og skolechef Marianne Levin, gik på Carolineskolen og er teateruddannet i København og New York (under David Gideon, The William Esper Studio og Martha Graham School) og har optrådt på teater, film og i TV siden 1998, hvor han fik sit gennembrud i Skind på Teater Grob. I 2003 modtog han en Reumert talentpris for sit virke som skuespiller. I 2006 debuterede han som dramatiker med skuespillet Jeg, mig og mit, og siden har han skrevet skuespillene "Labyrinten" 2011 og "Peter og elgen" 2011. For sidstnævnte modtog han en Reumert i 2012 som årets dramatiker. Siden 2005 været kunstnerisk leder af Teater Grob i København i samarbejde med sceneinstruktøren Per Scheel-Krüger.
Levin var konstitueret direktør for teatret Aveny-T i perioden 2. juni til 31. oktober 2022. Han overtog ledelsen efter teaterdirektør Jon Stephensen var fritstillet og ovedrog efterfølgende ledelsen til Marianne Klint.
Hans skuespil findes bevaret i Dramatisk Bibliotek på Det Kongelige Bibliotek.

## Privat
Thomas Levin blev i 2007 gift med skuespillerinden Laura Christensen. I 2009 ventede hun parrets første barn, en søn (født maj 2010). I foråret 2017 offentliggjorde parret, at de ventede deres andet barn. Parrets andet barn, en datter, blev født i juni 2017.